# Ottolaimus otiosus
Ottolaimus otiosus är en rundmaskart. Ottolaimus otiosus ingår i släktet Ottolaimus och familjen Opailaimidae. Inga underarter finns listade i Catalogue of Life.